# Knez (riba)
Knez (znanstveno ime Coris julis) je morska riba iz družine Labridae.

## Opis
Knez je majhna, pisana riba, ki zraste le do  25 cm v dolžino. Samci so kričečih rumenih barv z značilnimi modrimi ali zelenimi horizontalnimi progami, ki potekajo po bokih. Trebuh je bele barve. Samice so rjavkaste ali zelenkaste barve po bokih in imajo bel trebuh.

## Razširjenost in uporabnost
Knez je tipična riba obalnega pasu, ki je razširjena po Sredozemskem morju, pa tudi v Atlantiku od Rokavskega preliva do obal osrednje Afrike. Tudi v Jadranskem morju je knez pogosta riba, ki je tudi ena najbolj pisanih jadranskih rib. Živi od globine nekaj centimetrov pa vse do 120 metrov globoko. Odrasle ribe so samotarske.
Kot vse ustnače, se tudi knez prehranjuje z drugimi morskimi živalmi. Njegova glavna hrana so majhni talni nevretenčarji, pa tudi majhni glavonožci, morski ježki in rakci, pa tudi ribji zarod drugih ribjih vrst.